# Pacific Crest Trail
Il Pacific Crest Trail (lett. "Sentiero delle creste del Pacifico"), comunemente abbreviato in PCT, e conosciuto occasionalmente anche come Pacific Crest National Scenic Trail, è un sentiero escursionistico pedestre ed equestre strettamente allineato con la porzione più alta delle catene montuose della Sierra Nevada e delle Cascate, che giacciono da 160 a 240 km ad est della costa pacifica statunitense. Il capolinea meridionale del sentiero è sul confine degli Stati Uniti con il Messico, e il suo capolinea settentrionale sul confine tra Stati Uniti e Canada sul bordo del Parco Manning nella Columbia Britannica (Canada); il suo corridoio negli Stati Uniti attraversa gli Stati della California, dell'Oregon e di Washington.
Il Pacific Crest Trail è lungo 4.286 km e varia in altitudine da appena sopra il livello del mare al confine tra Oregon e Washington a 4.009 m a Forester Pass nella Sierra Nevada. Il tragitto passa attraverso 25 foreste nazionali e 7 parchi nazionali. Il suo punto intermedio è a Chester (California) (vicino a Monte Lassen), dove le catene montuose della Sierra e della Cascade si incontrano.
Fu designato come "sentiero panoramico nazionale" (national scenic trail) nel 1968, anche se non fu ufficialmente completato fino al 1993. Il PCT fu concepito da Clinton Churchill Clarke nel 1932. Ricevette il suo status ufficiale in base alla Legge sul sistema dei sentieri nazionali (National Trails System Act) del 1968.
Insieme al Sentiero degli Appalachi e al Continental Divide Trail il Pacific Crest Trail forma la cosiddetta Tripla corona dell'escursionismo degli Stati Uniti d'America, ossia la terna dei più famosi sentieri escursionistici, tra i quali è quello più occidentale e il secondo in ordine di lunghezza. Gli escursionisti che lo completano sono chiamati Thru-Hikers.

## Itinerario
L'itinerario si snoda per la maggior parte attraverso le Foreste nazionali e le aree naturali protette. Il sentiero evita la civiltà e copre terreni montuosi panoramici e primitivi con poche strade. Passa attraverso le catene Laguna, San Jacinto, San Bernardino, San Gabriel, Liebre, Tehachapi, Sierra Nevada e Klamath in California, e attraverso la Catena delle Cascate negli Stati della California, dell'Oregon e di Washington.
Una lunga pista ciclabile, il Pacific Crest Bicycle Trail (PCBT), è un itinerario di 4.000 km progettato in modo strettamente parallelo al PCT sulle strade. Il PCT e il PCBT si incrociano in circa 27 luoghi lungo i loro itinerari.

## Percorso dell'intero sentiero
In inglese il termine thru-hiking si usa per riferirsi agli escursionisti che completano i sentieri a lunga percorrenza da un capo all'altro in un singolo viaggio, soprannominati thru-hikers. Il Pacific Crest Trail, il Sentiero degli Appalachi e il Continental Divide Trail furono i primi tre sentieri a lunga distanza degli Stati Uniti. Il percorso completo di tutti questi tre sentieri è noto come la Tripla corona dell'escursionismo (Triple Crown of Hiking). Il thru-hiking è un lungo impegno, che di solito impiega da quattro a sei mesi e richiede una preparazione e una dedizione totali. Sebbene il numero effettivo sia difficile da calcolare, si stima che ogni anno approssimativamente 300 persone tentino di completare l'intero sentiero del PCT, dei quali solo circa 180 riescono nell'impresa. La Pacific Crest Trail Association stima che la maggior parte degli escursionisti impiegano tra 6 e 8 mesi per pianificare il loro viaggio.
Il primo aspetto della pianificazione è decidere il percorso e la stagione in cui viaggiare. Sebbene la maggior parte dei thru hikers partano dal capolinea meridionale alla frontiera con il Messico, dirigendosi verso nord al Parco Manning oltre la frontiera con il Canada (Columbia Britannica), alcuni escursionisti preferiscono un itinerario verso sud. In un anno con tempo normale, le escursioni verso nord sono più pratiche per considerazioni legate alla neve e alla temperatura. Se all'inizio di giugno il manto nevoso è alto nella Sierra Nevada e basso nelle Cascate Settentrionali, alcuni escursionisti possono decidere di "fare un salto all'indietro" (flip-flop, in inglese). Con questa espressione, si intende quando un escursionista inizia il sentiero da un'estremità (nel caso del PCT, di solito quella meridionale) e poi, a un certo punto (ad esempio dopo aver raggiunto la Sierra) "salta" alla fine del sentiero (Parco Manning nella Columbia Britannica) e si dirige verso sud per completare il percorso. Tuttavia, attualmente non è possibile entrare legalmente negli Stati Uniti dal Canada usando il Pacific Crest Trail.
Un altro aspetto essenziale è quello di pianificare i punti di rifornimento, che sono città od uffici postali dove gli escursionisti fanno scorta di cibo e altri rifornimenti come il combustibile per cucinare. Gli escursionisti possono spedirsi dei pacchi negli uffici postali lungo il sentiero, rifornirsi nei negozi di alimentari e nelle drogherie lungo il percorso, o entrambe le cose. Infine, l'ultima fase della pianificazione riguarda la creazione di una tabella di marcia per completare il percorso. I thru hikers devono assicurarsi di completare ogni giorno abbastanza chilometri per raggiungere l'estremità opposta del sentiero prima che le condizioni del tempo lo rendano impraticabile. Lo strato di neve profonda della Sierra Nevada può impedire una partenza precoce. La scelta della tempistica è un bilanciamento tra non arrivare né troppo presto alla Sierra né troppo tardi alle Cascate Settentrionali. La stagione migliore per percorrere il sentiero da sud a nord è partire a fine aprile per terminare circa a fine settembre, evitando così i forti calori estivi del sud della California e l'inizio dell'inverno nel nord-ovest americano. La maggior parte degli escursionisti percorrono circa 32 km al giorno.
Per avvantaggiarsi nella marcia, molti escursionisti tentano di alleggerire il peso dei loro zaini. In base al peso trasportato, gli escursionisti possono essere classificati in tradizionali, leggeri e ultraleggeri. Negli ultimi anni, sempre più escursionisti tendono a ridurre il loro equipaggiamento (e quindi il peso degli zaini) al minimo indispensabile. Beyond Backpacking ("Al di là degli zaini"), un libro di Ray Jardine citato anche dalla Pacific Crest Trail Association, fornisce una serie di consigli in proposito.

## Escursionisti celebri
Il 16 ottobre 1970, Eric Ryback, uno studente di 18 anni, fu riconosciuto dalla Pacific Crest Trail Association come il primo escursionista a completare l'intero PCT. Ryback completò il Sentiero degli Appalachi nel 1969 (a 16 anni); il Pacific Crest Trail nel 1970; e un itinerario che si avvicina strettamente all'odierno Continental Divide Trail nel 1972. Ryback raccontò la sua impresa del PCT in un libro del 1972, The High Adventure of Eric Ryback: Canada to Mexico on Foot ("La grande avventura di Eric Ryback: dal Canada al Messico a piedi"). Ryback aiutò poi il Servizio forestale a stilare i futuri progetti per il PCT.
Vari escursionisti si sono cimentati con il PCT o con itinerari simili, anche prima che il sentiero fosse inaugurato ufficialmente, come Martin Papendick, che nel 1952 marciò dalla Columbia Britannica alla frontiera messicana, sulle creste delle montagne lungo la 
Costa del Pacifico. Questa impresa fu poi da lui narrata l'anno dopo in un articolo intitolato "Pacific Crest Trails" ("I sentieri delle creste del Pacifico").
La prima persona che percorse il PCT da sud a nord fu Richard Watson, che completò il sentiero il 1º settembre 1972. Watson fu spesso considerato il primo vero thru-hiker del PCT, perché Papendick era generalmente sconosciuto e Ryback potrebbe aver accettato passaggi su veicoli per una parte del tragitto. La prima donna a completare il PCT fu Mary Carstens, che terminò il viaggio più tardi nel 1972 accompagnata da Jeff Smukler.
La prima persona a percorrere l'intero PCT in entrambi i sensi in un unico viaggio di andata e ritorno fu Scott Williamson, nel novembre 2004, dopo tre tentativi. Williamson coprì un totale di 8.530 km in 197 giorni, ossia in media da 56 a 65 km al giorno. Il suo zaino pesava solo 3,8 kg, senza contare l'acqua e il cibo. Williamson poi completò un secondo viaggio di andata e ritorno il 28 novembre 2006, accorciando di due settimane il suo tempo del 2004.
La persona più giovane a completare l'intero sentiero fu Sierra Burror, che lo percorse dall'aprile al settembre 2012 all'età di 9 anni, insieme a sua madre, Heather Burror. Un'altra giovanissima escursionista era stata Mary Chambers, che aveva percorso il sentiero dall'aprile all'ottobre 2004 all'età di 10 anni viaggiando con i suoi genitori, Barbara Egbert e Gary Chambers. Le loro esperienze furono poi raccontate in un libro, Zero Days (Giorni zero), pubblicato nel gennaio 2008.
Non si conosce con certezza chi sia la persona più anziana ad aver percorso il PCT nella sua interezza.
Il 7 agosto 2013, Heather Anish Anderson segnò un nuovo record di velocità, non attestato ufficialmente, completando l'intero PCT in 60 giorni, 17 ore e 12 minuti. Questo primato è stato comunque superato da Josh Garrett, che il giorno successivo, all'età di 30 anni, percorse il PCT nel minor tempo di sempre, in 59 giorni, 8 ore e 14 minuti.

## Uso equestre
Il PCT può essere percorso anche a cavallo. La prima traversata equestre integrale verificabile fu compiuta da Don e June Mulford nel 1959. In quell'anno il Pacific Crest Trail si estendeva per quasi 3.900 km dal Messico al Canada. Il percorso era ancora accidentato e incompleto, privo di adeguate segnalazioni. Subito dopo la loro impresa, i Mulford andarono ad Hollywood per tre mesi e apparvero in vari documentari e trasmissioni televisive anche negli anni successivi.
La famiglia Murray, composta da Barry, Bernice, Barry Jr. e Bennette, completò l'escursione a cavallo il 7 ottobre 1970.

## Progetti futuri
Nel 2008, fu raggiunto un accordo per il riallineamento del percorso del Pacific Crest Trail attraverso il Tejon Ranch.
Un altro progetto, nato nell'ambito della "strada verde" (greenway) 40-Mile Loop di Portland (Oregon), prevede di estendere la pista pedonale e ciclabile dello Springwater Corridor, ricavata da una tratta ferroviaria dismessa, per collegare il Pacific Crest Trail con il Cazadero Trail, una pista ciclabile proposta nello Stato dell'Oregon.

## Luoghi di attrattiva e interesse
Le seguenti località si trovano lungo o nelle adiacenze dell'itinerario del Pacific Crest Trail. Sono elencate in rapporto alla loro posizione, da nord a sud. I numeri tra parentesi corrispondono a quelli indicati sulla mappa dell'itinerario del PCT raffigurata sopra.

### California
- Campo (California), vicino al capolinea meridionale del sentiero al confine tra Messico e Stati Uniti d'America
- Parco statale di Anza-Borrego Desert (41)
- Foresta nazionale di Cleveland (40)
- Parco statale del Monte San Jacinto
- Lago Big Bear
- Cajon Pass
- Foresta nazionale di Angeles (35)
- Vasquez Rocks
- Agua Dulce (California)
- Walker Pass
- Owens Peak Wilderness (34)
- South Sierra Wilderness (34)
- Golden Trout Wilderness (34)
- Parco nazionale di Kings Canyon (33)
  - Forester Pass, punto più alto del sentiero
- John Muir Wilderness (31)
- Ansel Adams Wilderness (30)
  - Monumento nazionale di Devils Postpile
- Parco nazionale di Yosemite (29)
  - Tuolumne Meadows
- Sonora Pass, Ebbetts Pass, Carson Pass
- Desolation Wilderness
- Foresta nazionale di Lassen (22)
  - Parco nazionale vulcanico di Lassen (23)
- Parco statale di McArthur-Burney Falls Memorial (21)
- Foresta nazionale di Shasta-Trinity (19)
  - Castle Crags Wilderness (20)
- Monti Klamath
  - Trinity Alps Wilderness
  - Russian Wilderness
  - Marble Mountain Wilderness

### Oregon
- Monumento nazionale di Cascade-Siskiyou (17)
- Foresta nazionale di Rogue River-Siskiyou (16) e Foresta nazionale di Winema (14)
  - Sky Lakes Wilderness
- Parco nazionale di Crater Lake (15)
  - Crater Lake
- Foresta nazionale di Umpqua (13)
  - Monte Thielsen
- Foresta nazionale di Willamette (11) e Foresta nazionale di Deschutes (12)
  - Diamond Peak Wilderness
  - Lago Waldo
  - Three Sisters Wilderness
  - Osservatorio Dee Wright e McKenzie Pass (serbatoio d'acqua 250 m ad ovest dell'osservatorio)
  - Mount Washington Wilderness
  - Mount Jefferson Wilderness
- Foresta nazionale del Monte Hood (9)
  - Area panoramica di Olallie
  - Riserva indiana di Warm Springs (10)
  - Timberline Lodge
  - Mount Hood Wilderness
    - Lolo Pass
- Area panoramica nazionale della Gola del Columbia (8)
  - Mark O. Hatfield Wilderness (ex Columbia Wilderness)
  - Cascade Locks, punto più basso del sentiero
  - Bridge of the Gods (collega l'Oregon e lo Stato di Washington, attraversando il fiume Columbia)

### Washington
- Foresta nazionale di Gifford Pinchot (7)
  - Indian Heaven Wilderness
  - Monte Adams
  - Goat Rocks Wilderness
  - Passo White
- Parco nazionale del Monte Rainier (6)
  - Passo Chinook
- Foresta nazionale del Monte Baker-Snoqualmie (5)
  - Norse Peak Wilderness
  - Alpine Lakes Wilderness
  - Henry M. Jackson Wilderness
  - Glacier Peak Wilderness
- Snoqualmie Pass
- Passo Stevens
- Area nazionale ricreativa del Lago Chelan
  - Stehekin (Washington), ultima città lungo il sentiero, a 16 km dal PCT con l'autobus dell'NPS
- Parco nazionale delle North Cascades (2)
- Foresta nazionale di Okanogan (3)
- Pacific Northwest National Scenic Trail
- Boundary Monument 78, al confine tra Canada e Stati Uniti d'America

### Columbia Britannica (Canada)
- Parco provinciale E. C. Manning, il capolinea settentrionale del sentiero (1)

## Coordinate delle località
Mappa di tutte le coordinate: OpenStreetMap  · Bing (max 200) - Esporta: KML  · GeoRSS  · microformat  · RDF
| Punto                         | Coordinate (collegamenti a mappe e foto) | Note            |
| ----------------------------- | ---------------------------------------- | --------------- |
| Confine Stati Uniti - Messico | 32.5898°N 116.4685°W                     |                 |
| Forester Pass                 | 36.6941°N 118.372°W                      | punto più alto  |
| Confine California - Oregon   | 42.0038°N 122.91°W                       |                 |
| Fiume Columbia                | 45.6624°N 121.8994°W                     | punto più basso |
| Confine Canada - Stati Uniti  | 49°N 120.79869°W                         |                 |